# Metaceraspis fukiensis
Metaceraspis fukiensis är en skalbaggsart som beskrevs av Frey 1962. Metaceraspis fukiensis ingår i släktet Metaceraspis och familjen Melolonthidae. Inga underarter finns listade i Catalogue of Life.